# Le Claux
Le Claux – miejscowość i gmina we Francji, w regionie Owernia-Rodan-Alpy, w departamencie Cantal.
Według danych na rok 1990 gminę zamieszkiwały 293 osoby, a gęstość zaludnienia wynosiła 10 osób/km² (wśród 1310 gmin Owernii Le Claux plasuje się na 561. miejscu pod względem liczby ludności, natomiast pod względem powierzchni na miejscu 225.).